# شهرستان‌های استونی
| 50 km |

شهرستان (به استونیایی: maakond) اولین سطح تقسیم‌بندی جغرافیایی در کشور استونی است.
استونی دارای ۱۵ شهرستان است که هر شهرستان توسط فرماندار اداره می‌شود، فرمانداران به مدت پنج سال توسط دولت منصوب می‌شوند.
هر شهرستان از تعدادی منطقه شهری و منطقه روستایی تشکیل شده است.

## فهرست شهرستان‌ها
جمعیت شهرستان‌ها تا ۳۱‍ دسامبر ۲۰۱۱ است.
| شهرستان           | پایتخت        | مساحت     | جمعیت   | تراکم جمعیت   |
| ----------------- | ------------- | --------- | ------- | ------------- |
| شهرستان هاریو     | تالین         | ۴٬۳۳۳ km² | ۵۵۲٬۶۴۳ | ۱۲۷٫۵ hab/km² |
| شهرستان هیو       | کاردلا        | ۹۸۹ km²   | ۸٬۴۷۰   | ۸٫۶ hab/km²   |
| شهرستان ایدا-ویرو | یووی          | ۳٬۳۶۴ km² | ۱۴۹٬۲۴۴ | ۴۴٫۴ hab/km²  |
| شهرستان یوگوا     | یوگوا         | ۲٬۶۰۴ km² | ۳۱٬۳۹۸  | ۱۲٫۱ hab/km²  |
| شهرستان یروا      | پایده         | ۲٬۶۲۳ km² | ۳۰٬۵۵۳  | ۱۱٫۶ hab/km²  |
| شهرستان لنه       | هاپسالو       | ۲٬۳۸۳ km² | ۲۴٬۱۸۴  | ۱۰٫۱ hab/km²  |
| شهرستان لنه-ویرو  | راکوره        | ۳٬۶۲۷ km² | ۵۹٬۸۶۱  | ۱۶٫۵ hab/km²  |
| شهرستان پولوا     | پولوا         | ۲٬۱۶۵ km² | ۲۷٬۴۵۲  | ۱۲٫۷ hab/km²  |
| شهرستان پارنو     | پارنو         | ۴٬۸۰۷ km² | ۸۲٬۵۸۴  | ۱۷٫۲ hab/km²  |
| شهرستان راپلا     | رپلا          | ۲٬۹۸۰ km² | ۳۴٬۹۰۵  | ۱۱٫۷ hab/km²  |
| شهرستان ساره      | کورسار        | ۲٬۶۷۳ km² | ۳۱٬۳۴۴  | ۱۱٫۷ hab/km²  |
| شهرستان تارتو     | تارتو         | ۲٬۹۹۳ km² | ۱۵۰٬۲۸۷ | ۵۰٫۲ hab/km²  |
| شهرستان والگا     | والگا، استونی | ۲٬۰۴۴ km² | ۳۰٬۱۵۸  | ۱۴٫۸ hab/km²  |
| شهرستان ویلیاندی  | ویلیاندی      | ۳٬۴۲۲ km² | ۴۷٬۵۹۴  | ۱۳٫۹ hab/km²  |
| شهرستان وورو      | وورو          | ۲٬۳۰۵ km² | ۳۳٬۴۳۹  | ۱۴٫۵ hab/km²  |